# Audrey Hollander
Audrey Hollander, pseudonimo di Lindsay Gene Abston Brush (Louisville, 4 novembre 1979), è una regista e attrice pornografica statunitense.

## Biografia e carriera pornografica
Cresciuta a Louisville, Kentucky, Hollander afferma di essere vissuta in una famiglia molto severa e di aver avuto la prima esperienza sessuale nel periodo in cui divenne cheerleader.
Conobbe il proprio futuro marito, Otto Bauer, il primo gennaio 2000 durante una vacanza in Florida con alcuni amici per seguire un concerto dei Phish. I loro cammini si incrociarono in un bar di South Beach, e fu proprio in occasione del loro primo incontro che Bauer si propose alla Hollander. Lei accettò immediatamente. Si fermarono, quindi, in Florida per una settimana per trasferirsi insieme a New York. Intorno alla metà del 2006 aveva già preso parte ad oltre 125 produzioni ed era stata accreditata come co-regista della serie di film Otto and Audrey Destroy the World. Audrey ha vinto il prestigioso AVN Award come Female Performer of the Year nel 2006.
Nel corso dell'intervista concessa nel luglio 2007, ha affermato di non avere mai interpretato scena che non includesse anche sesso anale, quasi esclusivamente non protetto. Per di più ha affermato che "negli anni passati, ogni scena di anal che ho girato, era una scena di doppia penetrazione anale" Anche per questo motivo è considerata una "anal queen". Memorabile la performance nel film "Anal Supremacy".
Audrey - che si è sempre dichiarata bisessuale - e Otto Bauer hanno divorziato nel 2012. Nello stesso anno, dopo un periodo di pausa dall'industria, ha annunciato che avrebbe girato delle nuove scene. Nel 2014 ha lanciato TheAudreyHollander.com il suo sito ufficiale.
Nel 2024 è stata inserita nella AVN Hall of Fame.

## Riconoscimenti
- AVN Awards

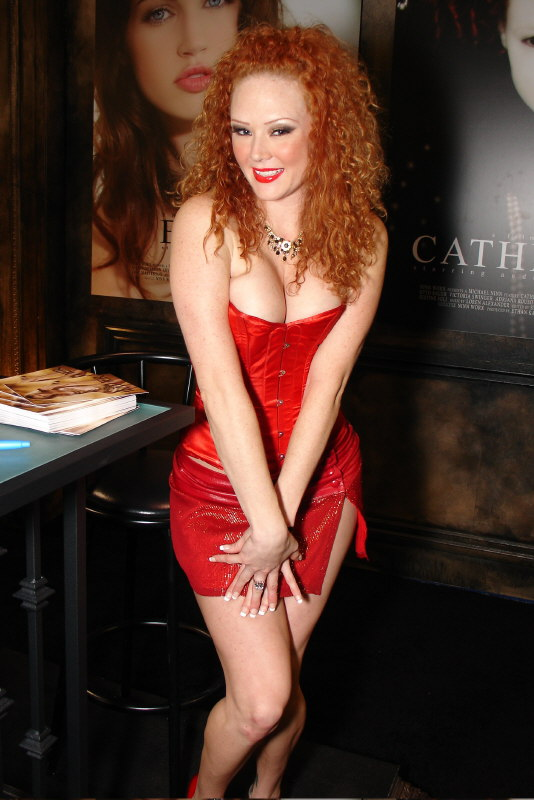

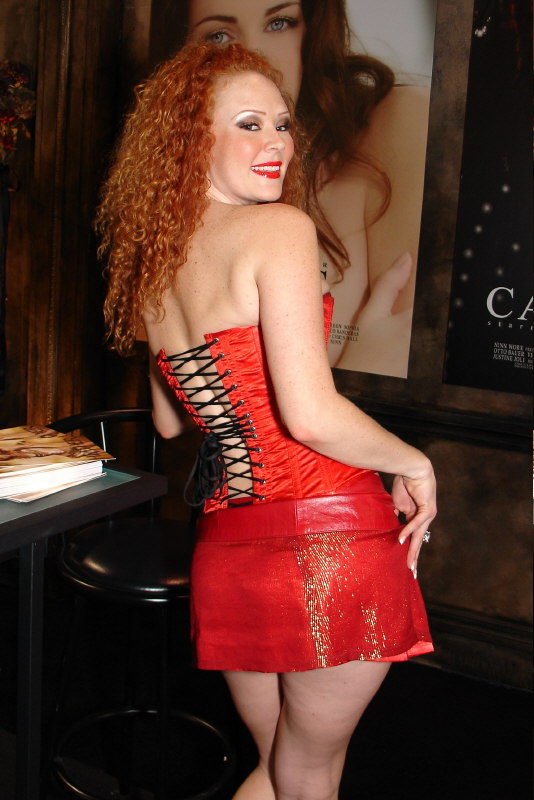

  - 2005 – Best All-Girl Sex Scene (video) per The Violation of Audrey Hollander con Gia Paloma, Ashley Blue, Tyla Wynn, Brodi e Kelly Kline[11]
  - 2006 – Female Performer of the Year[12]
  - 2006 – Best Anal Sex Scene (film) per Sentenced con Otto Bauer[13]
  - 2006 - Best Group Sex Scene (video) per Squealer con Smokey Flame, Jassie, Kimberly Kane, Otto Bauer, Scott Lyons, Kris Slater e Scott Nails[13]
  - 2008 – Most Outrageous Sex Scene per Ass Blasting Felching Anal Whores con Cindy Crawford e Rick Masters)[14]
- XRCO Award
  - 2005 – Best Girl/Girl Scene per The Violation of Audrey Hollander con Gia Paloma, Ashley Blue, Tyla Wynn, Brodi e Kelly Kline[15]
- Altri premi
  - 2006 – Venus Paris Fair / EuroEline Awards: Best International Actress

## Filmografia

### Attrice
- Dirt Road (2002)
- Ass Cream Pies 4 (2003)
- Butt Cream Pie 3 (2003)
- Extreme Penetrations 5 (2003)
- Gag Factor 14 (2003)
- Gutter Mouths 29 (2003)
- Hittin' Dat White Azz 1 (2003)
- More Dirty Debutantes 268 (2003)
- Screw My Wife Please 38 (She's Off The Wall) (2003)
- Sodomized (2003)
- Up Your Ass 21 (2003)
- 1 Whore + 1 More 2 (2004)
- 2 Of A Kind (2004)
- Anal Cum Drippers (2004)
- Anal Latex Whores 1 (2004)
- Anal Trainer 7 (2004)
- Anything Goes (2004)
- Ass Fanatics 1 (2004)
- Ass Fucked 1 (2004)
- Assfensive 2 (2004)
- Audrey Hollander: Bad, Bad, Boy (2004)
- Bang Van 5 (2004)
- Barely Legal 45 (2004)
- Barely Legal 50 (2004)
- Barely Legal Ski Camp (2004)
- Barely Legal Summer Camp 2 (2004)
- Bedford Wives (2004)
- Best Butt in the West 7 (2004)
- Biggz and the Beauties 7 (2004)
- Biggz and the Beauties 8 (2004)
- Cheeks 14 (2004)
- Coming From Behind (2004)
- Crack Addict 1 (2004)
- Cream Pie Hunnies 3 (2004)
- Cum Sumption Cocktails (2004)
- Desperate Wives 1 (2004)
- Don't Tell Mommy 5 (2004)
- Double Her Pleasure (2004)
- Double Vision POV (2004)
- Drilled And Filled (2004)
- Erotica XXX 6 (2004)
- Extreme Penetrations (2004)
- F to the A 1 (2004)
- Filthy Things 2 (2004)
- Fresh New Faces 4 (2004)
- Fresh Porn Babes 4 (2004)
- Gangbang Girl 35 (2004)
- Girlvert 6 (2004)
- Headsprung (2004)
- Here Cum the Brides 2 (2004)
- Hooker Illustrated 7 (2004)
- Housewives (2004)
- I'll Do Anything for You 1 (2004)
- Initiations 15 (2004)
- Juicy 2 (2004)
- Kane's World: The Best of Kimberly Kane (2004)
- Kelly the Coed 18: Road Trip (2004)
- Latex Cops (2004)
- Les Perversions 3 (2004)
- Lethal Injections 2 (2004)
- Liquid Gold 9 (2004)
- Masturbation Mania (2004)
- Myne Tease 3 (2004)
- Narcassist (2004)
- Nina Hartley's Guide to Spanking (2004)
- Nina Hartley's Private Sessions 12 (2004)
- Outgunned (2004)
- Playing with Audrey Hollander (2004)
- Runaround Sue (2004)
- Savanna Samson Superstar (2004)
- Screw My Wife Please 45 (She is Off the Hook) (2004)
- Screw My Wife Please: Collectors Edition 4 (2004)
- Secrets of the Hollywood Madam 1 (2004)
- Sentenced (2004)
- Sex Masters (2004)
- Small Sluts Nice Butts 2 (2004)
- Sodomy Law of the Land (2004)
- Throat Gaggers 6 (2004)
- Tough Love 2 (2004)
- Twist of Anal (2004)
- Twisted 2 (2004)
- University Coeds Oral Exams 13 (2004)
- Violation of Audrey Hollander (2004)
- Violation of Gia Paloma (2004)
- Wetter The Better 1 (2004)
- 2 in the Can (2005)
- All White Meat (2005)
- Almost Virgins 1 (2005)
- Almost Virgins 2 (2005)
- Anal Supremacy 1 (2005)
- Anal Supremacy 3 (2005)
- Anal Vixens (2005)
- Anal Xcess 1 (2005)
- Anal Xcess 2 (2005)
- Ass Fanatics 2 (2005)
- Assfensive 3 (2005)
- Assfixiation 2 (2005)
- Asspiration (2005)
- ATM City 2 (2005)
- Babes Illustrated 15 (2005)
- Bang It (2005)
- Bang Van 6 (2005)
- Built for Filth: Audrey Hollander (2005)
- Casting Couch (2005)
- Catherine (2005)
- Chasing The Big Ones 27 (2005)
- Debbie Goes To Rehab (2005)
- Deep in Malezia (2005)
- Desperate Wives 2 (2005)
- Destroy the World 1 (2005)
- Destroy the World 2 (2005)
- Destroy the World 3 (2005)
- Double Dip-her 1 (2005)
- Double Dip-her 2 (2005)
- Dr. Lenny's Favorite Anal Scenes (2005)
- Erotic Cabaret 1 (2005)
- Erotic Cabaret 2: Fire Down Below (2005)
- Exposed: Featuring Brittney Skye (2005)
- Filthy Things 5 (2005)
- Filthy Things 6 (2005)
- Fire in the Hole (II) (2005)
- Flesh Fest 3 (2005)
- Gag on This 1 (2005)
- Girls Suck 1 (2005)
- Grudgefuck (2005)
- Hellfire Sex 1 (2005)
- Hooligans (2005)
- Latex Soccer Moms (2005)
- Lips That Lie 1 (2005)
- Lips That Lie 2 (2005)
- Live and Loaded in Switzerland (2005)
- Mad for Cock (2005)
- Nasty Little Redhead (2005)
- Neo Pornographia 1 (2005)
- Neo Pornographia 2 (2005)
- Neo Pornographia 4 (2005)
- Next Exit Porn Valley (2005)
- Nineteen Video Magazine 52 (2005)
- Obsession 1 (2005)
- Ole' In And Out 2 (2005)
- Private Xtreme 19: Anal Supremacy (2005)
- Rough and Ready 1 (2005)
- Rough and Ready 2 (2005)
- Rough and Ready 3 (2005)
- Rub My Muff 5 (2005)
- Sassy Latinas (2005)
- Screw My Husband Please 6 (2005)
- Screw My Wife Please 50 (And Make it an Orgy) (2005)
- Shove It Up My Ass 2 (2005)
- Skin 1 (2005)
- Slave To Love (2005)
- Spunk'd (2005)
- Squealer (2005)
- Stick It 3 (2005)
- Stripper School Orgy (2005)
- Stroker's Angels 2 (2005)
- Suckers 8 (2005)
- Teach Me How to Fuck 1 (2005)
- Triple Threat 1 (2005)
- Triple Threat 2: All Revved Up (2005)
- Triple Threat 3: Obsessive Behavior (2005)
- Triple Threat 4: Ass Attack (2005)
- Unleashed (2005)
- Up the Wahzoo Too (2005)
- Warning I Fuck On The First Date 3 (2005)
- Welcome to the Bunghole 2 (2005)
- Wild in Vegas (2005)
- 2 Chicks One Lucky Dick (2006)
- Almost Virgins 3 (2006)
- Almost Virgins 4 (2006)
- Anal Mania (2006)
- Anal Nurse Whores (2006)
- Anal Renegades 1 (2006)
- Anal Xcess 3 (2006)
- Anal Xcess 4 (2006)
- Anal-Licious 1 (2006)
- Ass Inc. 1 (2006)
- Assault My Ass 2 (2006)
- Attention Whores 8 (2006)
- Babysitter 25 (2006)
- Bad Habits 1 (2006)
- Bad Habits 2 (2006)
- Barely Legal All Stars 6 (2006)
- Barely Legal All Stars 7 (2006)
- Bring Your A Game 1 (2006)
- Bring Your A Game 2 (2006)
- Camp Ass (2006)
- College Girl Auditions 3 (2006)
- College Teachers in Heat (2006)
- Crescendo (2006)
- Custom Blowjobs (2006)
- Deep Cheeks 12 (2006)
- Destroy the World 4 (2006)
- Double D Babes 1 (2006)
- Double Teamed 1 (2006)
- Game (II) (2006)
- Heart Breakers 1 (2006)
- Heinies 2 (2006)
- I Love Anal 1 (2006)
- I Pervert (2006)
- Insider (2006)
- Latin Cumsuckers (2006)
- Live And Loaded In LA (2006)
- Passionate Love (2006)
- Power Bitches 2 (2006)
- Rough and Ready 4 (2006)
- Rub My Muff 6 (2006)
- Rub My Muff 7 (2006)
- Searching For: The Anal Queen 3 (2006)
- Shove It Up My... 3 (2006)
- Stiffer Competition (2006)
- Teen Anal Adventures 1 (2006)
- Teen Panty Droppers (2006)
- That's Fucked Up (2006)
- Three-Way Whores 3 (2006)
- X-cessive Behavior 1 (2006)
- X-cessive Behavior 2 (2006)
- X-treme Violation 1 (2006)
- X-treme Violation 2 (2006)
- X-treme Violation 3 (2006)
- XXX Pin-ups (2006)
- 2 Dicks 1 Hole 2 (2007)
- 2 Hot 2 Handle (II) (2007)
- 3-Way or No Way 3 (2007)
- All American Nymphos 4 (2007)
- Anal Bandits 4 (2007)
- Anal Full Nelson 4 (2007)
- Anal Solo Masturbation (2007)
- Animal (2007)
- Ass Blasting Felching Anal Whores (2007)
- Assploitations 8 (2007)
- Backroads (2007)
- Bang Van 11 (2007)
- Big Tit Ass Stretchers 3 (2007)
- Big Tit Ass Stretchers 5 (2007)
- Bring Your A Game 3 (2007)
- Buffy Malibu's Nasty Girls 35 (2007)
- California Orgy 4 (2007)
- Dark Carnival (2007)
- Double Filled 1 (2007)
- Exxxtra Exxxtra (2007)
- Filth Factory (2007)
- Filthy Fucking Cum Sluts 2 (2007)
- Frat House (2007)
- Hotter Than Hell 1 (2007)
- I Want To Be A Whore (2007)
- I Want Your Cock In My Ass (2007)
- Intense Anal (2007)
- It's Too Big 1 (2007)
- Jim Powers: Master of Perversion 1 (2007)
- Julie's Handling It (2007)
- Klub Slutz (2007)
- Liquid Gold 14 (2007)
- Liquid Gold 15 (2007)
- Make Her Ass Scream 1: Louder Bitch (2007)
- Me Myself and I 2 (2007)
- My Imaginary Life (2007)
- Naughty Bookworms 10 (2007)
- Oral Consumption 9 (2007)
- Otto and Audrey on the Prowl (2007)
- Otto and Audrey Out of Control (2007)
- Over Stuffed 3 (2007)
- Pain for Fame (2007)
- Pirate Fetish Machine 30: Bondage and Perversion in L.A. (2007)
- Please Drill Me (2007)
- Power Play (2007)
- Sex X Three 2 (2007)
- Sexual Desires (2007)
- Sexual Revolution (2007)
- Skeeter Kerkove's Girls Sodomizing Girls 2 (2007)
- Skeeter Kerkove's Girls Sodomizing Girls 3 (2007)
- Smut Merchant: Make Her Beg For It (2007)
- Soaked in Sex (2007)
- Swap That Cum 2 (2007)
- Tastes Like Cum 2 (2007)
- Tea-bags And Tossed Salads (2007)
- Traffic Jam 2 (2007)
- Triple Ecstasy (2007)
- Triple Threat 5 (2007)
- Two Timers 7 (2007)
- Violation of Heather Gables (2007)
- X Cuts: Dream Teens (2007)
- X Cuts: Drilled 1 (2007)
- Young and Dumb and Full of Cum 3 (2007)
- Anal Abuse 1 (2008)
- Anal Bandits 5 (2008)
- Anal Freakout (2008)
- Anal Solo Masturbation 4 (2008)
- Anally Yours... Love, Jada Fire (2008)
- Audrey Hollander Learns Kelly Wells What Assfisting Is (2008)
- Audrey Hollander: Assfisting Party (2008)
- Audrey Hollander: Assfisting Party 2 (2008)
- Barely Legal Bitch That Stole Christmas (2008)
- Be My Valentine? (2008)
- Bound 2 (2008)
- Bound 3 (2008)
- Butt Licking Anal Whores 10 (2008)
- Craving Audrey Hollander (2008)
- Cum Fart Tsunami (2008)
- Cum On In 4 (2008)
- Deep Throat Cream Pies (2008)
- Double Ass Meat-Injection (2008)
- Double Penetration 5 (2008)
- Dr. Probe's Lab of Perversion (2008)
- Fuck Machines 2 (2008)
- Fusxion Fetish (2008)
- Ganged and Banged (2008)
- Hustler XXX 30 (2008)
- I Love Redheads (2008)
- Irritable Bowel Syndrome 4 (2008)
- Latex Sex (2008)
- Morphine (2008)
- My Secret Girlfriend (2008)
- Naughty Athletics 5 (2008)
- One Night Stand (2008)
- Private Fetish 1: House of Sex and Domination (2008)
- Pussy Tales 3 (2008)
- She Likes a Fist in Her Wet Ass (2008)
- Sinful Fucks (2008)
- Smokin' Tailpipes (2008)
- Stripped Bare (2008)
- Triple Threat 6 (2008)
- Violation of Flower Tucci (2008)
- Violation of Harmony (2008)
- Voluptuous Biker Babes (2008)
- All Up in That Ass (2009)
- Anal Adventures (2009)
- Anal-Holics (2009)
- Audrey Hollander Fists Her Ass (2009)
- Audrey Hollander: Ass and Pussy Fist At the Same Time (2009)
- Bird in the Hand Two in the Bush (2009)
- Double Time (2009)
- Everybody Loves Lucy (2009)
- Fuck Truck 2 (2009)
- Hardcore Circus (2009)
- Hustler XXX 31 (2009)
- Liquid Gold 17 (2009)
- Liquid Gold 18 (2009)
- Mouth Meat 8 (2009)
- Ninn Wars 4 (2009)
- Suck Off Races 2 (2009)
- This Isn't Twilight (2009)
- Tinkle Time 3 (2009)
- True Vice (2009)
- Violate Me (2009)
- We Love Redheads 1 (2009)
- Wife Switch 7 (2009)
- 3 for All (2010)
- Best BJ's (2010)
- Couples Seduce Teens 14 (2010)
- Couples Seduce Teens 16 (2010)
- Double Penetration Tryouts 11 (2010)
- Everything Butt 11155 (2010)
- Fuck It Like It's Hot (2010)
- Fuck Truck 3 (2010)
- Hocus Pocus XXX (2010)
- Kiss Me Deadly (2010)
- Liquid Gold 19 (2010)
- Masters of Reality Porn 5 (2010)
- MILTFs Bean Flicking Party (2010)
- Nasty (2010)
- Playgirl's Hottest Country Loving (2010)
- Public Disgrace 11149 (2010)
- This Isn't The Twilight Saga: Eclipse (2010)
- Warden's Daughter (2010)
- Wife Switch 10 (2010)
- 2 in the Hole (2011)
- Bang Van 13 (2011)
- Bondage Girl-A-Go-Go (2011)
- Couples Seduce Teens 18 (2011)
- Everything Butt 11156 (2011)
- Freak Show 7 (2011)
- Her Fantasy First D.P. Experience (2011)
- This Isn't UFC: Ultimate Fucking Championship 1 (2011)
- Anal Gaping Teens (2012)
- Bad as We Wanna Be (2012)
- Bound Gang Bangs 18837 (2012)
- Classic TV Superfuckers (2012)
- ElectroSluts 26957 (2012)
- ElectroSluts 27893 (2012)
- Everything Butt 26935 (2012)
- Hard Fetish Teens 2 (2012)
- Precious Brides (2012)
- Public Disgrace 26952 (2012)
- Purely Anal MILFs 13 (2012)
- Sex and Submission 26934 (2012)
- Three-Way MILF Mayhem 7 (2012)
- Three-Way MILF Mayhem 8 (2012)
- Anal Acrobats 8 (2013)
- Audrey Hollander: Cock Star (2013)
- Cock Rockin' Groupies (2013)
- Deep Anal Abyss 5 (2013)
- ElectroSluts 27894 (2013)
- ElectroSluts 27895 (2013)
- ElectroSluts 27896 (2013)
- ElectroSluts 31464 (2013)
- ElectroSluts 31465 (2013)
- ElectroSluts 31639 (2013)
- ElectroSluts 31640 (2013)
- Everything Butt 28272 (2013)
- Everything Butt 31438 (2013)
- Everything Butt 32559 (2013)
- Foot Worship 30228 (2013)
- Fucking Machines 30229 (2013)
- Wild Sex Orgies (2013)

### Regista
- Destroy the World 1 (2005)
- Passionate Love (2006)